# Skrzydłowarg żarłoczny
Skrzydłowarg żarłoczny (Pterinochilus vorax) – gatunek pająka z rodziny ptasznikowatych. Zamieszkuje krainę etiopską.

## Taksonomia
Gatunek ten opisany został po raz pierwszy w 1897 roku przez Reginalda I. Pococka na łamach „Proceedings of the Zoological Society of London”. Jako lokalizację typową wskazano tanzańskie Fwambo nad Tanganiką. Epitet gatunkowy oznacza po łacinie „żarłoczny” lub „chciwy”.

## Morfologia
Samce osiągają od 24,7 do 39,2 mm długości ciała przy prosomie długości od 10,7 do 16,9 mm i szerokości od 8,5 do 14,4 mm. Samice natomiast osiągają od 29,4 do 53,7 mm długości ciała przy prosomie długości od 12 do 20,5 mm i szerokości od 8,7 do 17 mm.
Karapaks jest u samca niski, ubarwiony czarno lub brązowo z metalicznie złotymi krawędziami i pasami rozchodzącymi się promieniście. U samicy jest wysklepiony w części głowowej, ubarwiony brązowo z ciemną maską wokół wzgórka ocznego oraz z rozchodzącymi się promieniście złocistymi paskami, często zaznaczonymi delikatnie lub całkiem zanikłymi. Jamka karapaksu ma postać poprzecznej szczeliny. Szczękoczułki są brązowe, na przedniej krawędzi bruzdy uzbrojone w od 9 do 13 zębów. Na tylno-bocznej powierzchni szczękoczułka leży duża skopula z dobrze wykształconych szczecinek pierzastych o funkcji strydulacyjnej, współpracująca z niepodzieloną skopulą podobnych szczecinek na przednio-bocznej powierzchni krętarza nogogłaszczka; u dużych okazów pierzaste szczecinki występować mogą jeszcze w nasadowej części przednio-bocznej powierzchni uda nogogłaszczka. Kuspuli na wardze dolnej jest 70–80, podczas gdy na szczękach około setki. W przeciwieństwie do podobnego skrzydłowarga myszowatego w odsiebnej części przednio-bocznej krawędzi szczęki brak jest szeregu grubych szczecin. Kolor sternum jest czarny, u samicy bardziej, u samca mniej zachodzący na spody bioder. Nogogłaszczki i odnóża są brązowe z bladożółtymi stawami, u samca ponadto z metalicznie złocistym wierzchem krętarzy. Wszystkie pary stóp oraz nadstopia pary od pierwszej do trzeciej mają pełne skopule, natomiast na nadstopiach pary ostatniej skopule podzielone są wzdłużnym pasmem usztywnionych szczecinek. U samca goleń odnóża pierwszej pary ma hak w postaci przysadzistej apofizy prowentralnej dystalnej, zaopatrzonej w mocny, zakrzywiony, brzuszno-bocznie sterczący megakolec. Nadstopie pierwszej pary samca jest u małych okazów praktycznie proste, u dużych zakrzywione, natomiast uda pary trzeciej zawsze są powiększone.
Opistosoma (odwłok) ma u obu płci z wierzchu ciemne kropki i paski na brązowym tle, a u samicy ponadto ciemne siateczkowanie. Spód jej jest natomiast brązowy z jaśniejszymi pokrywami płuc książkowych i skutum epigastrycznym. Tylna krawędź owego skutum ma pośrodkowy szereg krótkich, prostych szczecin o jednakowych wymiarach. Tylna para kądziołków przędnych ma palcowate człony wierzchołkowe.
Nogogłaszczki samca dysponują gruszkowatym bulbusem z wydłużonym, zakrzywionym, zaostrzonym na szczycie, pozbawionym kilów embolusem. Genitalia samicy zawierają jedną parę spermatek, zazwyczaj każda z wyodrębnionym pojedynczym, zaokrąglonym płatem końcowym, rzadko z płatem zlanym z korpusem spermateki.

## Ekologia i występowanie
Ptasznik rozmieszczony od poziomu morza do rzędnych 1810 m n.p.m. Dojrzałe płciowo samce obserwowano od lutego do kwietnia oraz w październiku.
Gatunek afrotropikalny, podawany z DR Konga, Rwandy, Burundi, Tanzanii i Angoli.

## Hodowla
Zaleca się terrarium o wymiarach minimalnych 30×30×30 cm, wilgotność między 70 a 80% oraz temperaturę 25–28°C w dzień i nie niższą niż 18°C nocą. W hodowlach gatunek rozmnaża się stosunkowo łatwo. Kokon zawiera od 80 do 200 jaj. Pająk jest szybki, agresywny i silnie jak na ptasznika jadowity.